# جائزة فرنسا الكبرى 1925
جائزة فرنسا الكبرى 1925 هو سباق فورمولا 1 أقيم بتاريخ 26 يوليو 1925 في فرنسا.